# Гойнебург
Хойнебург (Heuneburg) — велике кельтське поселення, обнесене мурами, яке існувало в 6 ст. до н. е. у Баден-Вюртеберзі за часів класичної Греції. Вважається, що це Пірена, місце згадане Геродотом (книга 2:33) у верхів'ях р. Дунай, як перше кельтське місто. Свідоцтвами того, що згадана Геродотом Пірена і є Гойнебург, є не тільки його місце розташування, а й унікальний спосіб яким були складені його мури, що свідчать про те, що ці люди підтримували контакт з греками. Конструкція мурів підтверджує те, що вони і справді грецькі. Але не відомо хто саме їх будував. Або це були кельти, які копіювали грецький спосіб будівництва, або ж самі грецькі майстри які розпланували усю споруду.
Джерелом багатства місцевих жителів було фермерство. Під час розкопок, були знайдені докази розвиненого ткацтва, наявність якого фіксувалося у вигляді знахідок пряслець і тягарців.
В обмін на тканини і мануфактуру, тутешні імпортували з Греції предмети розкоші і не було нічого важливішого для них ніж вино.
Такий тісний контакт був можливим через те, що класична Греція була багатим споживчим товариством, а варварський світ у свою чергу був багатий на сировину.
По мірі розкопок, все більше було знайдено доказів тісних контактів кельтів з греками. Серед знахідок була знайдена грецька кераміка, привезена без посередньо з Афін, грецькі амфори для вина.
Це стародавнє кельтське місто було місцем, де розвивалося інтенсивне виробництво тканини, кераміки і проводилася відливка високоякісних виробів з металу.
Вибір саме цього місця розташування кельтами, обумовлено тим, що воно розташовувалося поблизу р. Дунай, яка є важливою торговою водною артерією Європи.